# Rescue Emile Robin

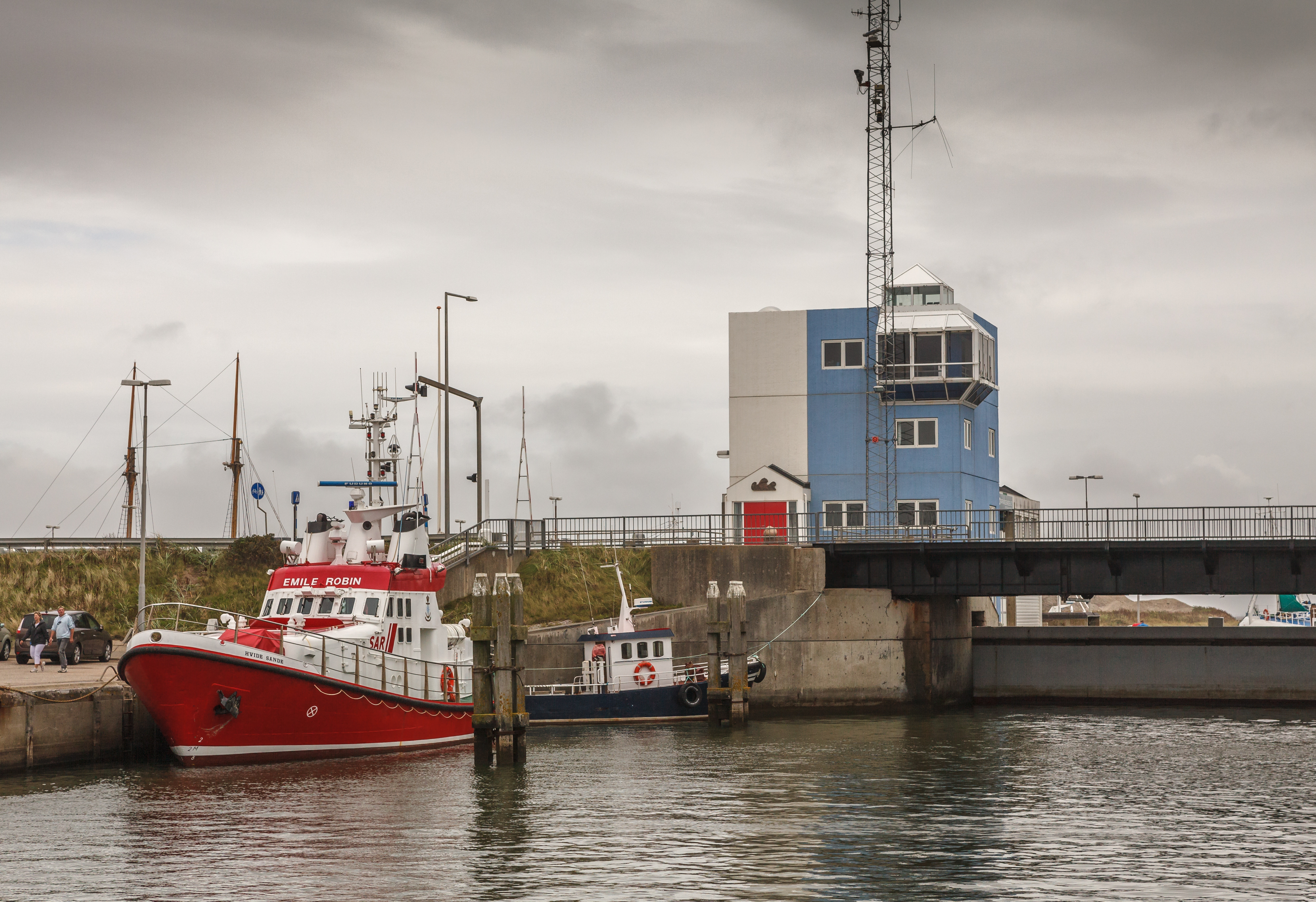
Emile Robin i Hvide Sande

Rescue Emile Robin är en dansk, 19,9 meter lång sjöräddningskryssare, som byggdes 1989 på Nordsøværftet i Ringkøbing för dåvarande Farvandsvæsenet och som varit stationerad vid Hvide Sande Redningsstation i Hvide Sande sedan dess.
Rescue Emile Robin har sitt namn efter den franske affärsmannen och cognacfabrikören Emile Robin (1819–1915), som var aktiv för att driva franska La Société Centrale de Sauvetage des Naufragés och var donator till bland annat sjöräddningen i Danmark. 
Konstruktionen utvecklades från 1982 av skeppskonstruktionsfirman Knud E. Hansen på basis av de självrätande räddningsfartygen MRB 34 och MRB 35 och erfarenheterna från en förlisning av räddningsfartyget RF 2 1981 utanför Hirtshals. Emile Robin byggdes 1989 tillsammans med systerfartyget Martha Lerche, som stationerades på Redningsstation Thyborøn.